# بیسکویت دریایی
بیسکویت دریایی (انگلیسی: Hardtack) یا بیسکویت فطیر، یک نوع ساده از تردک یا بیسکویت است که فرمول ساخت ساده و در عین حال ماندگاری بسیار بالایی دارد.

## مواد تشکیل دهنده
مواد تشکیل دهندهٔ آن ترکیباتی بسیار ساده است از جمله آرد، آب، و گاهی اوقات نمک خوراکی، محصولی که بسیار ارزان تمام می‌شود اما دوام بسیار طولانی دارد به همین دلیل از زمان‌های بسیار دور در سفرهای دریایی طولانی نجات دهندهٔ ملوانانی بوده که به واسطهٔ طول مسیر و عدم دسترسی به ساحل گرفتار گرسنگی می‌شدند.

## تاریخچه
ملوانان مصر باستان یک قُرصِ نان تُرد و شکنندهٔ تخت به نام نان ارزن داشتند و بیشتر به کیک «dhourra» مشهور بود، رومی‌ها نیز یک نوع از این بیسکویت را به نام «buccellum» استفاده می‌کردند، پادشاه ریچارد شیردل که برای شرکت در جنگ‌های صلیبی سوم لشکر کشی کرد در میان لشکریان خودش نوعی بیسکویت داشت که به بیسکویت موسلین یا بیسکویت پارچه معروف بود. مواد تشکیل دهندهٔ این خوردنی یک ترکیبِ مخلوط بود از دانه غلات از جمله جو، چاودار و آرد باقلا سبز، در سفرنامهٔ کاشفانی چون کریستف کلمب، ماژلان، واسکودوگاما و همین‌طور جیمز کوک به دفعات به مصرف آن اشاره شده، همچنین در جنگ‌های قدیم جزو لاینفک و جدا نشدنی سربازان تا همین قرن اخیر بود، توسط ملوانان نیروی دریایی بریتانیا با نام‌های دیگری از جمله نان کاپیتان، بیسکویت کشتی، بیسکویت دریا، نان کابین و همین‌طور نان دریا شناخته شد، این محصول در بین ملوانان یک جیرهٔ غذایی ثابت بود، پرسنل نظامی استرالیا و نیوزلند نام طعنه‌آمیز ویفر را برای آن انتخاب کرده بودند، در جنگ‌های انفصال یا جنگ داخلی آمریکا هم به دفعات به عنوان جیرهٔ غذایی سربازان از آن نام برده شده.